# Türkische Badmintonmeisterschaft 2019
Die Türkische Badmintonmeisterschaft 2019 fand vom 21. bis zum 25. März 2019 in Ankara statt. 

## Medaillengewinner
| Disziplin    | Gold                           | Silber                         | Bronze                                 |
| ------------ | ------------------------------ | ------------------------------ | -------------------------------------- |
| Herreneinzel | Emre Lale                      | İbrahim Haktan Doğan           | Ahmetcan Oruç                          |
| Herreneinzel | Emre Lale                      | İbrahim Haktan Doğan           | Berkay Çiçen                           |
| Dameneinzel  | Özge Bayrak                    | Aliye Demirbağ                 | Büşra Ünlü                             |
| Dameneinzel  | Özge Bayrak                    | Aliye Demirbağ                 | Betül Söner                            |
| Herrendoppel | Mehmet Çapar Emre Sönmez       | Serdar Koca Serhat Salım       | Hasan Berkay Günbaz Yunus Emre Karakaş |
| Herrendoppel | Mehmet Çapar Emre Sönmez       | Serdar Koca Serhat Salım       | Murathan Eken Mert Tunco               |
| Damendoppel  | Bengisu Erçetin Nazlı Can İnci | Zehra Erdem İlayda Nur Özelgül | Büşra Ünlü Bahar Yavru                 |
| Damendoppel  | Bengisu Erçetin Nazlı Can İnci | Zehra Erdem İlayda Nur Özelgül | Betül Söner Naime Yılmaz               |
| Mixed        | Emre Lale Özge Bayrak          | Emre Sönmez Zehra Erdem        | Mert Tunco İlayda Nur Özelgül          |
| Mixed        | Emre Lale Özge Bayrak          | Emre Sönmez Zehra Erdem        | Semih Baha Başakın Sare Ece Başakın    |